# Lil Rob
Roberto Flores, mais conhecido pelo seu nome artístico de Lil Rob (Solana Beach, 21 de setembro de 1975) é um rapper, produtor musical e ator estadunidense de descendente mexicano.

## Discografia

### Álbuns de Estúdio
- 1997 – Crazy Life
- 1998 – Natural High
- 2000 – Still Smokin
- 2002 – The Album
- 2002 – The Last Laff EP
- 2003 – Can't Keep a Good Man Down
- 2004 – Neighborhood Music
- 2005 – Twelve Eighteen, Pt. 1
- 2008 – Twelve Eighteen, Pt. 2
- 2009 – Love & Habe
- 2010 – (Lil Rob's) Oldie Collection

### Mixtapes
- 2007 – Uncut For The Calles: Mextape Vol. 1
- 2011 – Everything To Me
- 2012 – It's My Time

### Remix Álbuns
- 2000 – DJ Supermix
- 2003 – High 'Til I Die: Remix 2000

### Compilações
- 2004 – Greatest Hits Non-Stop
- 2005 – Gangster Classics
- 2005 – Instrumentals